# Normalisation (éducation spécialisée)
Pour les articles homonymes, voir Normalisation.
La normalisation est, dans le domaine de l'éducation spécialisée, le principe d'éducation des personnes handicapées à des modes et des conditions de vie quotidienne qui soient aussi proches que possible des circonstances ordinaires et des modes de vie de la société. La normalisation est un processus rigoureux de services à la personne souvent appliqué dans le domaine du handicap. 